# Diocesi di Feradi Minore
La diocesi di Feradi Minore (in latino Dioecesis Feraditana Minor) è una sede soppressa e sede titolare della Chiesa cattolica.

## Storia
Feradi Minore, nell'odierna Tunisia, è un'antica sede episcopale della provincia romana di Bizacena.
Un solo vescovo è attribuibile con certezza a questa sede, il cattolico Feliciano, che prese parte alla conferenza di Cartagine del 411, che vide riuniti assieme i vescovi cattolici e donatisti dell'Africa romana; in quell'occasione la sede non aveva vescovi donatisti.
A questa diocesi viene assegnato anche Germano, episcopus Paradamiensis, il cui nome figura al 31º posto nella lista dei vescovi della Bizacena convocati a Cartagine dal re vandalo Unerico nel 484; Germano, come tutti gli altri vescovi cattolici africani, fu condannato all'esilio. Il termine Paradamiensis viene interpretato da alcuni autori come una grafia errata per Pheradi Minor.
Dal 1933 Feradi Minore è annoverata tra le sedi vescovili titolari della Chiesa cattolica; dal 21 dicembre 2024 il vescovo titolare è José Roberto dos Reis, C.P., vescovo ausiliare di Goiânia.

## Cronotassi

### Vescovi
- Feliciano † (menzionato nel 411)
- Germano ? † (menzionato nel 484)

### Vescovi titolari
- Luiz Roberto Gomes de Arruda, T.O.R. † (23 marzo 1966 - 26 maggio 1978 dimesso)
- Salvador Quizon Quizon † (9 giugno 1979 - 5 agosto 2016 deceduto)
- Edmilson Tadeu Canavarros dos Santos, S.D.B. (12 ottobre 2016 - 22 agosto 2024 nominato prelato di Itacoatiara)
- José Roberto dos Reis, C.P., dal 21 dicembre 2024